# 17201 Matjazhumar
17201 Matjazhumar (2000 AJ58) là một tiểu hành tinh vành đai chính được phát hiện ngày 4 tháng 1 năm 2000 bởi Nhóm nghiên cứu tiểu hành tinh gần Trái Đất phòng thí nghiệm Lincoln ở Socorro.